# 1601
1601(천육백일)은 1600보다 크고 1602보다 작은 자연수다.

## 수학
- 252번째 소수(素數)다. 앞의 소수는 1597, 다음 소수는 1607이다.
  - 54번째 소피 제르맹 소수로, {\displaystyle 1601\times 2+1}의 값인 3203도 소수다. 앞의 소피 제르맹 소수는 1583, 다음은 1733이다.
  - 21번째 프로트 소수다. 앞의 프로트 소수는 1409, 다음은 2113이다.

({\displaystyle 1601=25\times 2^{6}+1})
- 피타고라스 삼조의 빗변의 길이이다. ({\displaystyle 80^{2}+1599^{2}=1601^{2}})[a]
- {\displaystyle 40^{4}-1}은 1601로 나누어떨어진다.

## 과학·기술
- NGC 1601: 에리다누스자리 방향에 있는 렌즈형은하.
- 노르 1601(영어판, 프랑스어판): 노르 항공(영어판, 프랑스어판)의 연구용 항공기.

## 문화유산
- 대한민국의 보물 제1601호: 조선본 천하여지도

## 기타
- 연도: 1601년, 기원전 1601년

## 같이 보기
- 1000